# 水平安定板
水平安定板（すいへいあんていばん）は、航空機の尾翼における水平尾翼を構成する動翼の名称である。水平尾翼は水平安定板と昇降舵で構成される。
大型飛行機においては、様々な高度、速度、貨物や旅客、搭載燃料の重量等に対応する為に、主翼にフラップやスラット等の揚力増加装置が盛り込まれている。それらに対応する為に水平尾翼に求められている舵の調整範囲は、小型機に搭載されている様な昇降舵のみの調整範囲では間に合わない。その為多くの民間航空機、大型機においては水平安定板を動翼にしている。水平安定板の操舵目的は昇降舵を操舵せずともバランスが取れた状態にする、言わばトリムが取れた状態にする為である。
水平安定板の操舵は通常、自動トリムで行われるが、その操作は水平安定板を保持する軸に取り付けられたジャックネジを電動で調整する事で水平方向の角度を変化させる。バックアップで手動でワイヤーを回転させる事が出来る機体もある。
尚、フライバイワイヤでは水平安定板もコンピューターで制御される。その場合はフルトリムされる。